# Z-balk
Z-balk är en konstruktionsdetalj på äldre spårvagnar vanlig på vagnar från 1900-talet till 1930-talet. I nerderkant av kupén, i anslutning till huvudramens yttre bärande delar var det vanligt att en förstärkningsbalk av stål byggdes in, denna hade profilen av ett "Z", därav namnet. Det var på många spårvagnar vanligt att den yttre delen av detta "Z" var synligt på vagnens utsida. Det var också vanligt att denna synliga del blev dekorationsmålad i samma färg som vagnens överdel. Vagnindividens nummer och spårvägens namn fanns också vanligtvis på denna balk. På 1950-talet hos Göteborgs spårvägar ville man förenkla det dagliga underhållet av de äldre vagnarna från 1920-talet, detta innebar bland annat att denna Z-balk byggdes bort, den byggdes in bakom mer heltäckande plåtar och blev inte synlig längre.